# Giovanni Dellepiane
Giovanni Battista delle Piane (Montelungo di Bavari, 21 febbraio 1889 – Vienna, 13 agosto 1961) è stato un arcivescovo cattolico e diplomatico pontificio italiano.

## Biografia
Fu arcivescovo titolare di Stauropoli, delegato apostolico nel Congo Belga e infine nunzio apostolico a Vienna, dove morì nel 1961. È tumulato nella chiesa di San Giorgio di Bavari. A lui è intitolato il piazzale antistante il santuario di Nostra Signora della Guardia a Bavari.

## Genealogia episcopale e successione apostolica
La genealogia episcopale è:
- Cardinale Scipione Rebiba
- Cardinale Giulio Antonio Santori
- Cardinale Girolamo Bernerio, O.P.
- Arcivescovo Galeazzo Sanvitale
- Cardinale Ludovico Ludovisi
- Cardinale Luigi Caetani
- Cardinale Ulderico Carpegna
- Cardinale Paluzzo Paluzzi Altieri degli Albertoni
- Papa Benedetto XIII
- Papa Benedetto XIV
- Papa Clemente XIII
- Cardinale Marcantonio Colonna
- Cardinale Giacinto Sigismondo Gerdil, B.
- Cardinale Giulio Maria della Somaglia
- Cardinale Carlo Odescalchi, S.I.
- Cardinale Costantino Patrizi Naro
- Cardinale Lucido Maria Parocchi
- Papa Pio X
- Papa Benedetto XV
- Cardinale Willem Marinus van Rossum, C.SS.R.
- Arcivescovo Giovanni Battista Dellepiane

La successione apostolica è:
- Vescovo Louis-Georges-Firmin Demol, C.I.C.M. (1937)
- Vescovo Frédéric Marie Blessing, O.S.C. (1938)
- Vescovo Henri Piérard, A.A. (1938)
- Vescovo Laurent-François Déprimoz, M. Afr. (1943)
- Vescovo François Van den Berghe, C.I.C.M. (1943)
- Vescovo Richard Cleire, M. Afr. (1945)
- Vescovo Alphonse Bossart, O.M.I. (1948)
- Vescovo Stefan László (1956)